# Loveresse
Loveresse é uma comuna da Suíça, situada na região administrativa de Jura Bernense, no cantão de Berna. Tem 4,64 km² de área e sua população em 2018 foi estimada em 347 habitantes.